# Карл Сяре
Карл Янович Сяре (ест. Karl Säre; 2 липня 1903, Юріїв, Ліфляндська губернія, Російська імперія — 14 березня 1945, Ноєнгамме) — естонський політик, перший секретар ЦК Компартії Естонії у 1940–1941 роках. Кандидат у члени ЦК ВКП(б) у лютому — вересні 1941 року. Депутат і член Президії тимчасової Верховної ради Естонської РСР (1940—1941). Депутат Верховної ради СРСР 1-го скликання (1941).

## Життєпис
Народився в родині тартуського робітника. Батько довгі роки працював на пивоварному заводі в Тарту.
З шестирічного віку Карл Сяре працював підпаском у селі, наймитував у заможних селян. Навчався в початковій школі, працював за наймом учнем маляра та робітником на торфорозробках.
1917 року приєднався до комуністичного та комсомольського руху. У 1917 році створив у місті Тарту Спілку молоді при РСДРП(б). Вів пропагандистську роботу серед робітників Тартуського телефонного заводу. Після встановлення національної естонської влади продовжував підпільну прорадянську діяльність. У 1921 році брав участь у створенні в Тарту відділення Всеестонського союзу пролетарської молоді, яке незабаром було заборонене.
У 1921 році переїхав до РРФСР, навчався на робітничому факультеті, потім — у Ленінградському державному університеті, який не закінчив. У подальшому був співробітником розвідки ГПУ — НКВС. У 1925–1927 роках — на комуністичній роботі у Китаї, неодноразово заарештовувався, просидів у китайській в'язниці шість місяців.
З 1927 по липень 1928 року — секретар естонської секції ЦК ВЛКСМ у Москві. Член Комуністичної партії Естонії з 1927 року.
З 1928 року перебував на нелегальній роботі в Естонії, обирався секретарем ЦК Комуністичної спілки молоді та членом ЦК Комуністичної партії Естонії. Був кандидатом у члени виконавчого комітету Комуністичного інтернаціоналу молоді. У 1935 році обраний членом Організаційного бюро ЦК КП Естонії.
Також перебував на радянській розвідувальній роботі у країнах Скандинавії та США.
В Естонії легалізувався в 1938 році, був висланий естонською владою в заслання на острів Даго (Хіумаа), а потім на Вирумаа, де пробув до 1940 року.
До Таллінна повернувся в червні 1940 року, займався підготовкою майбутньої анексії. 12 вересня 1940 увійшов до складу бюро ЦК Компартії Естонії та став першим секретарем ЦК КП Естонії.
1941 року став депутатом Верховної Ради СРСР. У липні — серпні 1941 року очолював Республіканський комітет оборони. Під час війни залишався у підпіллі для організації збройного спротиву нацистській окупації. Був заарештований німцями 3 вересня 1941 та, не витримавши тортур, на допиті видав підпільників, про яких знав.
Останні відомості про нього належать до 1943 року. Він перебував у Копенгагені, де Сяре був свідком на судовому процесі у справі про вбивство одного з керівників Комуністичної партії Естонії за розпорядженням Кремля.
Карл Сяре помер 14 березня 1945 року в концентраційному таборі Ноєнгамме.
До початку 1970-их років ім'я Сяре у радянському друці не згадувалось.